# Uddbryum
Uddbryum (Bryum mildeanum) är en bladmossart som beskrevs av Juratzka 1862. Uddbryum ingår i släktet bryummossor, och familjen Bryaceae. Enligt den finländska rödlistan är arten otillräckligt studerad i Finland. Arten är reproducerande i Sverige. Artens livsmiljö är klippstränder vid sötvatten. Inga underarter finns listade i Catalogue of Life.